# Stereotipi LGBT
Gli stereotipi LGBT sono formule convenzionali, generalizzazioni, opinioni superficiali o immagini basate su un'etichettatura dell'orientamento sessuale e dell'identità di genere delle persone LGBTQ (lesbiche, gay, bisessuali, transgender e queer). La percezione di uno stereotipo può essere acquisita attraverso le interazioni con l'ambiente familiare, gli insegnanti, i coetanei o con i mass media; ma anche infine, più in generale, per mancanza di familiarità in prima persona nei confronti dell'omosessualità, con un conseguente aumento della dipendenza dalle generalizzazioni dei luoghi comuni e delle frasi fatte.
Gli stereotipi negativi sono spesso associati con l'omofobia, la lesbofobia, la bifobia o la transfobia. Esistono anche, come risposta alla negativizzazione prodotta dallo stereotipo, degli "stereotipi positivi" o contro-stereotipi.

## Religione
Esiste uno stereotipo comune che vuole che i membri del movimento LGBT non siano religiosi, ma questo è falso. Human Rights Campaign sta conducendo un programma che promuove l'idea che un individuo può essere sia gay che religioso. Il reverendo Harry Knox, dichiaratamente gay, ha guidato questo movimento dal 2005. "Il settanta per cento degli adulti descrivono la loro fede come molto importante nella loro vita, così come il sessanta per cento di gay e lesbiche" (US News).
Gli attivisti stanno lavorando per colmare il divario tra religione e omosessualità e creare denominazioni più amichevoli per la comunità, come ad esempio la Metropolitan Community Church. Molti protestanti hanno aperto le loro porte agli omosessuali e la Chiesa Unita di Cristo ordina ministri apertamente gay. The Gay e Lesbian National Task Force sta lavorando con gli individui ebrei presenti nella comunità LGBT per avere un ambiente più accogliente.

## Nella narrativa: "Bury Your Gays"
"Seppellisci i tuoi gay" è la traduzione letterale e sta ad indicare il fenomeno secondo il quale nelle opere di narrativa si preferisce eliminare personaggi omosessuali in favore di quelli etero. Questo tòpos presente nella fiction richiede che i personaggi gay o lesbiche muoiano o incontrino un finale triste, come ad esempio quello di diventare pazzi. Il termine "Bury your gays" è stato ideato dagli editori del sito TV Tropes.
Secondo Autostraddle, che ha esaminato 1.779 sceneggiature delle serie TV degli Stati Uniti d'America tra il 1976 e il 2016, 193 (11%) di loro hanno creato personaggi femminili lesbici o bisessuali, e, tra questi, il 35% sono morti, mentre solo il 16% ha dato loro un lieto fine. Allo stesso modo, tra tutti i personaggi lesbici o bisessuali di serie non più messe in onda, il 31% sono morti e solo il 10% ha ricevuto un lieto fine. Tali statistiche ha portato  Variety  a concludere nel 2016 che il tòpos è vivo e vegeto in TV, e le donne lesbiche e bisessuali, in particolare, hanno nelle serie TV una piccola possibilità di vivere a lungo e bene.

## Omicidio e violenza
Nel corso del tempo gli attivisti per i diritti LGBT nel mondo hanno combattuto anche contro le rappresentazioni fittizie delle persone LGBT che li raffigurano come violenti, omicidi o mentalmente disturbati. L'editorialista Brent Hartinger ha osservato che "letteralmente tutti i film di Hollywood a grosso budget fino a quando, forse,  Philadelphia  nel 1993, che ha caratterizzato i principali personaggi maschili gay, li ha ritratti negativamente come folli e serial killer"
I membri della comunità hanno organizzato proteste e boicottaggi contro film con personaggi LGBT nel ruolo di assassini o squilibrati, tra cui Cruising (1980),  Il silenzio degli innocenti  (1991), e  Basic Instinct  (1992). Lo studioso di teatro Giordano Schildcrout ha scritto circa la ricorrenza dell' "omosessuale omicida" nelle opere teatrali americane, ma osserva anche che gli stessi drammaturghi LGBT si sono appropriati questo stereotipo negativo per affrontare e sovvertire l'omofobia. Tali opere includono  La Traviata di Lisbona  (1985) di Terrence McNally,  Porcelain  (1992) di Chay Yew,  I segretari  (1993) da parte dei Cinque lesbiche Brothers, e  The Dying Gaul  (1998) di Craig Lucas.

## Lesbiche
Molti film del XX secolo hanno sottolineato una connotazione negativa nei confronti del movimento lesbico; Quelle due (del 1961) dà agli spettatori l'idea che le lesbiche abbiano uno stile di vita "oscuro" e quasi deprimente. Tuttavia con l'avvio del nuovo millennio i mezzi di comunicazione di massa hanno cominciato a inserire la comunità lesbica in una luce più positiva.
Nella popolare serie televisiva The L Word i media rifiutano lo stereotipo che vorrebbe le tematiche lesbiche essere di "secondo piano"; lo spettacolo raffigura una coppia lesbica che dà vita ad una famiglia e rimane insieme a lungo termine. Si intende con ciò dimostrare che le lesbiche detengono gli stessi valori "familiari" appartenenti alle coppie eterosessuali; vengono inoltre utilizzati i termini "feminine" o "lipstick" per combattere lo stereotipo che tutte le lesbiche sono "butch (LGBT)" o che vestono come gli uomini. Il personaggio Shane sceglie tra una varietà di ragazze, per sfidare l'idea che le lesbiche si legano facilmente alle proprie partner.
Molte lesbiche sono associate ai capelli corti e alla pratica sportiva. Inoltre, la copertura delle news sui problemi LGBT rafforza i ritratti stereotipati delle lesbiche, spesso evidenziando le storie di lesbiche più "maschili" e non dando copertura uguale ad altre identità lesbiche più sfaccettate; così si inizia ad associare la sessualità lesbica con la rappresentazione maschile. Il modo in cui le lesbiche vengono ritratte induce spesso a fare ipotesi sulle persone nella vita quotidiana.
Tipicamente le lesbiche sono stereotipate come appartenenti ad una delle due seguenti categorie: "butch o femme"; le prime si proporrebbero in maniera più mascolina rispetto alle seconde. Le "Dyke" (un termine peggiorativo che la comunità lesbica ha in una certa misura recuperato) sono quelle lesbiche che vengono percepite come forti attiviste e protagoniste della scena sociale.
L'attrice Portia de Rossi viene accreditata per contrastare in modo significativo l'errato concetto sociale di come le lesbiche sembrano fin da quando nel 2005 ha fatto coming out divulgando il proprio orientamento sessuale nelle interviste concesse a Details (rivista) e a The Advocate, fatto che ha generato ulteriori discussioni sul concetto di "Lipstick lesbian" (donne che tendono ad essere "iper-femminili"). Questi stereotipi si propagano anche all'interno della stessa comunità LGBTIQ+, con molte donne che dichiarano di essere rifiutate dalla comunità queer per non apparire od agire secondo la consuetudine accettata.
Il femminismo lesbico afferma che non è necessaria una connotazione sessuale per dichiararsi lesbica se i suoi rapporti primari e più stretti sono con le donne; ciò sulla base che quando si considerano le relazioni passate in un contesto storico appropriato vi sono stati momenti in cui le nozioni di amore e di sessualità sono rimaste distinte e non correlate (vedi il matrimonio bostoniano).
Nel 1989 un "gruppo educativo" di storia lesbica scrisse che "a causa della riluttanza della società ad ammettere che le lesbiche esistono un alto grado di consapevolezza è previsto prima che gli storici o i biografi abbiano la facoltà di utilizzare l'"etichetta". Una prova che sarebbe sufficiente in qualsiasi altra situazione è inadeguata qui... Una donna che non si sposò mai, che ha vissuto con un'altra donna, i cui amici erano principalmente donne, o che si sono trasferite in circoli conosciuti come omosessuali, potrebbe essere stata una lesbica... Ma questa prova non è una "prova", cosa che i nostri critici vogliono sono prove incontrovertibili di attività sessuale tra le donne. È quasi impossibile trovarne".

## Uomini gay
Gli uomini omosessuali sono spesso equiparati in modo intercambiabile con le donne eterosessuali dal mainstream dell'eterosessismo e vengono spesso stereotipati come effeminati, questo nonostante il fatto che l'espressione e l'identità di genere, oltre all'orientamento sessuale, siano oramai ampiamente accettati come essere ben distinti gli uni dagli altri.
Quella della "regina fiammeggiante" è una caratterizzazione che mescola appariscienza istrionica ed effeminatezza, rimanendo il personaggio tipo maschile gay predominante e maggiormente caratteristico di Hollywood. Il teatro, in particolare i musical di Broadway, ha prodotto un altro stereotipo, del tutto relazionato al primo, quello della "regina dello spettacolo" che generalizza sul fatto che agli uomini gay piace ascoltare spettacoli musicali, essere coinvolti nelle arti performative, oltre che avere un carattere teatrale, eccessivamente drammatico e in definitiva Camp (arte).
La subcultura della comunità ursina è composta generalmente da uomini grandi, grossi e soprattutto pelosi, chiamati "orsi". Essi abbracciano in pieno un'immagine di ipermascolinità ed alcuni di loro cercano accuratamente di evitare gli uomini gay più effeminati, come ad esempio i twink (linguaggio gay).

### Aspetto e manierismi
Gli uomini gay sono spesso associati ad un modo di parlare con una pronuncia blesa o ad una tonalità di voce femminile. La moda e l'effeminatezza sono da tempo considerati come stereotipi dell'omosessualità e spesso si fondano sulla visibilità del rapporto reciproco tra gay e mondo della moda; tra i creatori di design vi sono ad esempio Dolce & Gabbana che hanno fatto ampio uso di immagini riconducibili all'omoerotismo nelle loro campagne pubblicitarie. Alcuni commentatori sostengono che questo non fa altro che incoraggiare lo stereotipo che vuole gli uomini gay essere appassionati di shopping. Il polso cascante da "checca" è anch'esso un manierismo associato agli uomini gay.
Recenti ricerche hanno rilevato che il cosiddetto "gaydar" costituisce un'etichetta alternativa per l'utilizzo degli stereotipi, in particolare quelli legati all'aspetto e al manierismo, da cui si verrebbe automaticamente a dedurre anche l'orientamento sessuale.

### Sessualità e relazioni affettive
La stessa ricerca inoltre suggerisce che le lesbiche abbiano una probabilità leggermente maggiore, rispetto agli uomini gay, d'instaurare relazioni costanti. In termini di sesso sicuro uno studio del 2007 ha citato due grandi indagini di popolazione le quali mostrano che "la maggior parte degli uomini gay ha avuto annualmente un numero del tutto simile di partner sessuali non protetti rispetto agli uomini e alle donne eterosessuali"; ma che gli uomini gay si trovavano a volte a dover cozzare contro i confini sociali a causa di questo stereotipo.
I partecipanti allo studio hanno riferito di aver difficoltà ad amare altri uomini gay solo su una base di amore platonico; hanno scoperto che quando avrebbero anche potuto impegnarsi con altri uomini gay vi sarebbe stata un'assunzione di motivazioni sessuali e quando ciò si rende più evidente produceva negli alti uomini il disinteresse a continuare la socializzazione. Questi stereotipi si permeano in tutte le sfaccettature sociali, influenzando in tal modo anche quelli che ne costituiscono essere i soggetti in prima persona.
Un altro stereotipo persistente associato alla comunità maschile è quello dei party. Prima dei moti di Stonewall nel 1969 la maggior parte delle persone LGBT erano estremamente riservate e chiuse, pertanto le feste private casalinghe, i gay bar e le trattorie diventarono alcuni dei pochi luoghi ove poter incontrarsi, socializzare e sentirsi al sicuro in spazi positivi ("Safe-space"). Le rivolte di strada rappresentarono l'inizio del moderno movimento LGBT sociale e l'accettazione delle minoranze sessuali e di genere, che da allora in poi è aumentata costantemente.
Le occasioni sociali festive e di ritrovo rimangono al centro dell'organizzazione e della raccolta di fondi nella comunità LGBT. Nelle città in cui vi sono grandi popolazioni di persone LGBT le donazioni e la raccolta di fondi sono ancora una prassi comune e le compagnie produttrici di bevande alcoliche investono notevolmente nel marketing LGBT-orientato. Usciti dai gay-club underground dotati di disc jockey l'era della discoteca ha mantenuto gli aspetti più vivaci delle "feste a tema" inaugurando il movimento della festa hardcore, estremamente edonistica ed associata al solo ed esclusivo consumo sessuale.
Il rapporto tra gli uomini gay e le fag hag eterosessuali è diventato a sua volta molto stereotipato. I comportamenti accettati in questo tipo di relazione possono in prevalenza includere anche l'affetto fisico, come ad esempio baciarsi e toccarsi, ben rappresentato dalla sitcom Will & Grace.

### Pedofilia e predazione
È uno stereotipo comune che gli uomini gay siano dei predatori sessuali o pedofili; questa percezione può portare ad una scossa reattiva la quale produce la "difesa da panico gay"; questo solitamente accade tra gli uomini eterosessuali, che temono di essere aggrediti dagli uomini gay: tutto ciò può essere causa di espressione di omofobia.
La percezione che una percentuale maggiore di uomini gay rispetto agli eterosessuali siano pedofili è uno dei principali fattori che contribuiscono alla discriminazione nei confronti degli insegnanti gay, nonostante ciò risulti essere in forte contrasto con le statistiche le quali hanno generalmente rilevato che più dell'80-90% dei pedofili maschi sono in realtà eterosessuali e di solito sposati con figli propri.
La ricerca sull'abuso sessuale nei confronti dei minori dimostra che la stragrande maggioranza dei casi di abuso, una percentuale citata superiore al 90%, sono perpetrati da maschi eterosessuali che hanno rapporti sessuali non consensuali con femmine minorenni. La ricerca ha inoltre costantemente indicato che una minoranza significativa degli autori di abusi sessuali sui bambini è costituita da donne (tra il 5 e il 20%); mente altre ricerche hanno indicato che quasi il 40% degli abusi sessuali su minori maschi e il 6% su minori femmine vengono commessi da donne.

## Persone bisessuali
La bisessualità rappresenta l'attrazione romantica o sessuale nei confronti sia dei maschi sia delle femmine, o nei confronti delle persone di tutte le identità di genere, o di una persona indipendentemente dal genere o dal sesso; questo anche se numerosi termini ad essa correlati, come pansessualità o polisessualità, sono anch'essi equiparati a questa descrizione ed esiste infine un ampio dibattito per quanto riguarda l'utilizzo del termine "intercambiabilità".
Le persone che hanno una preferenza distinta ma non esclusiva per un sesso rispetto all'altro possono anch'esse identificarsi come bisessuali. La bisessualità è stata osservata praticamente in tutte le società umane e altrove anche nel regno animale  nel corso di tutta la storia registrata. Il termine "bisessualità", come anche quelli di "eterosessualità" e "omosessualità", è stato coniato nel XIX secolo.
Woody Allen viene spesso citato per aver detto: "essere bisessuali raddoppia le possibilità di avere un incontro il sabato sera". Gli stereotipi più comuni nei confronti dei bisessuali includono l'incapacità di mantenere un rapporto costante (basato sulla percezione che i bisessuali pratichino la promiscuità a causa della loro attrazione verso più di un genere) e l'indecisione perenne sul fatto se uno sia gay o etero (il che presuppone la concezione di una sessualità rigidamente binaria). Nei fatti durante l'intera vita di una persona i desideri e le attività sessuali possono anche variare notevolmente.
Nel 1995 la professoressa dell'università di Harvard Marjorie Garber esperta di William Shakespeare ha studiato accademicamente la bisessualità nel suo testo intitolato Vice Versa: Bisexuality and the Eroticism of Everyday Life; in esso sostiene che la maggioranza delle persone sarebbe in realtà bisessuale, ma che non lo è per "repressione sessuale, fede religiosa, omofobia, autonegazione, pigrizia, timidezza, mancanza di opportunità, eterosessualità precoce, mancanza d'immaginazione, od infine per una vita già piena fino all'orlo di esperienze erotiche anche se solo con una persona o con un solo sesso".
Il musicista rock britannico David Bowie si è dichiarato bisessuale in un'intervista concessa a Melody Maker già nel 1972, una mossa che coincise con l'inizio della sua campagna di lancio per l'album The Rise and Fall of Ziggy Stardust and the Spiders from Mars. In un'intervista del settembre del 1976 a Playboy Bowie ha dichiarato: ""è vero, sono un bisessuale, ma non posso negare di aver usato questo fatto molto bene, suppongo che sia la cosa migliore che mi sia mai successa"".
In un'intervista del 1983 invece disse che fu "il più grande errore che abbia mai fatto"; ancora nel 2002 commentò: "non credo che sia un errore in Europa, ma è stato molto più duro in America; non avevo problemi con la gente che sapeva che ero bisessuale, ma non avevo alcuna inclinazione a portare bandiere o ad essere un rappresentante di un qualsiasi gruppo di persone, sapevo cosa volevo essere, solo un cantautore e un artista[. ..] L'America è un luogo molto puritano e credo che sia stato proprio per questo che ho avuto così tante difficoltà"..
Per quanto riguarda le persone bisessuali ritratte da Hollywood, dalla fine dell'era del maccartismo fino ad oggi "le storie dei personaggi bisessuali maschili nei film sono state per lo più riempite di stereotipi negativi".